# Los Reyes (Costa Rica)
Los Reyes est un village du Costa Rica situé dans la province d'Alajuela dans le canton d'Alajuela.